# Rifu
Rifu (Japans: 利府町, Rifu-chō) is een gemeente in de Japanse prefectuur Miyagi. De gemeente telde per 1 juni 2020 36.014 inwoners.

## Aangrenzende gemeenten
- Sendai
- Tagajo
- Shiogama
- Tomiya
- Osato
- Taiwa
- Matsushima

## Sport
Rifu kent enige bekendheid doordat het een gaststad was tijdens het Wereldkampioenschap voetbal 2002, gehouden in Japan en Zuid-Korea, en tijdens het voetbaltoernooi van de uitgestelde Olympische Zomerspelen van 2020. De wedstrijden werden afgewerkt in het Miyagistadion, dat plaats biedt aan 49.133 toeschouwers.

## Stedenband
- Lifou, Nieuw-Caledonië[1]

## Geboren
- Hisashi Kato (1956), voetballer